# Tom Warrington
Tom Warrington (Toledo (Ohio), 1952) is een Amerikaanse jazzbassist van de modernjazz.

## Biografie
Warrington begon zijn carrière in 1977 in New York en speelde drie jaar lang in de bigband en het trio van Buddy Rich. In 1979 speelde hij in de band van trompettist John McNeil. Hij werkte ook samen met Stan Getz, Dave Liebman en Hank Jones. Tijdens de jaren 1980 verhuisde hij naar Los Angeles, waar hij als studiomuzikant werkte met onder andere Freddie Hubbard, Billy Childs, Denny Zeitlin, Bob Florence, Joe LaBarbera, Mose Allison, Lennie Niehaus, Arturo Sandoval, Ron Kalina en Bill Perkins en hij begeleidde Peggy Lee en Rosemary Clooney. Naast zijn activiteiten in het Westcoast-jazzcircuit is hij ook betrokken geweest bij film- en televisieproducties, zoals de soundtrack voor Jodie Fosters film Little Man Tate. Hij trad op in de Hollywood Bowl in Randy Brecker's Quintet en met Billy Childs op de Montreal Jazz Festival en het North Sea Jazz Festival.

## Discografie
- 1999: Corduroy Road (Jazz Compass)
- 2004: Back Nine (Jazz Compass)
- 2009: The Mountain (Jazz Compass)